# Vanessa Guide
Vanessa Guide (* 21. března 1989 Besançon, Francie) je francouzská herečka. 
Nejvíce se proslavila rolí Marie Dulacové v televizním seriálu No Limit francouzské televize TF1 a dále pak ve filmech Nová dobrodružství Aladina, Josefína se zakulacuje a Superhypochondr.